# Mistrzostwa Gibraltaru w piłce nożnej mężczyzn
Mistrzostwa Gibraltaru w piłce nożnej (ang. Gibraltar Football Championship) – rozgrywki piłkarskie, prowadzone cyklicznie - corocznie lub co sezonowo (na przełomie dwóch lat kalendarzowych) – mające na celu wyłonienie najlepszej męskiej drużyny na Gibraltarze.

## Historia
Mistrzostwa Gibraltaru w piłce nożnej rozgrywane są od 1895 roku. Obecnie rozgrywki odbywają się w dwóch ligach: Gibraltar Premier Division i Division 2.
W 1892 roku na Gibraltarze powstał pierwszy klub piłkarski Prince of Wales F.C. Początkowo drużyna składała się wyłącznie z członków załogi British Navy, zamieszkałych na Gibraltarze. Później powstał Gibraltar F.C. oraz Jubilee F.C. Dwa lata później został założony Gibraltarski Cywilny Związek Piłki Nożnej
Po założeniu gibraltarskiej federacji piłkarskiej – GFA w 1895 roku, rozpoczął się proces zorganizowania pierwszych oficjalnych Mistrzostw Gibraltaru. W sezonie 1895/1896 został zorganizował pierwszy turniej piłki nożnej na Gibraltarze, zwany Merchants Cup (Puchar kupców). W październiku 1907 powstała First Division. W sezonie 1907/08 startowała pierwsza edycja rozgrywek o mistrzostwo kraju, w których 8 drużyn walczyło systemem ligowym o tytuł mistrza kraju.
Rozgrywki zawodowej Premier Division zainaugurowano w sezonie 2012/13.

## Mistrzowie i pozostali medaliści
| Sezon                      | K | K | T  | Mistrz                            | Wicemistrz         | III miejsce       | Br. | Król strzelców                | Uwagi             |
| Gibraltar Foot-Ball League |   |   |    |                                   |                    |                   |     |                               |                   |
| 1907/08                    |   |   | 1  | Britannia                         | ?                  | ?                 | ?   | ?                             | 8 klubów          |
| 1908/09                    |   |   | 1  | Prince of Wales                   | ?                  | ?                 | ?   | ?                             | ? klubów          |
| Gibraltar First Division   |   |   |    |                                   |                    |                   |     |                               |                   |
| 1909/10                    |   |   | 1  | South United                      | ?                  | ?                 | ?   | ?                             | ? klubów          |
| 1910/11                    |   |   | 2  | South United                      | ?                  | ?                 | ?   | ?                             | ? klubów          |
| 1911/12                    |   |   | 2  | Britannia                         | ?                  | ?                 | ?   | ?                             | ? klubów          |
| 1912/13                    |   |   | 3  | Britannia                         | ?                  | ?                 | ?   | ?                             | ? klubów          |
| 1913/14                    |   |   | 2  | Prince of Wales                   | ?                  | ?                 | ?   | ?                             | ? klubów          |
| 1914/15                    |   |   | 1  | Royal Sovereign                   | ?                  | ?                 | ?   | ?                             | ? klubów          |
| 1915/16                    |   |   |    |                                   |                    |                   |     |                               | nie odbyły się    |
| 1916/17                    |   |   | 3  | Prince of Wales                   | ?                  | ?                 | ?   | ?                             | ? klubów          |
| 1917/18                    |   |   | 4  | Britannia                         | ?                  | ?                 | ?   | ?                             | ? klubów          |
| 1918/19                    |   |   | 4  | Prince of Wales                   | ?                  | ?                 | ?   | ?                             | ? klubów          |
| 1919/20                    |   |   | 5  | Britannia                         | ?                  | ?                 | ?   | ?                             | ? klubów          |
| 1920/21                    |   |   | 5  | Prince of Wales                   | ?                  | ?                 | ?   | ?                             | ? klubów          |
| 1921/22                    |   |   | 6  | Prince of Wales                   | ?                  | ?                 | ?   | ?                             | ? klubów          |
| 1922/23                    |   |   | 7  | Prince of Wales                   | ?                  | ?                 | ?   | ?                             | ? klubów          |
| 1923/24                    |   |   | 1  | Gibraltar                         | ?                  | ?                 | ?   | ?                             | ? klubów          |
| 1924/25                    |   |   | 8  | Prince of Wales                   | ?                  | ?                 | ?   | ?                             | ? klubów          |
| 1925/26                    |   |   | 9  | Prince of Wales                   | ?                  | ?                 | ?   | ?                             | ? klubów          |
| 1926/27                    |   |   | 10 | Prince of Wales                   | ?                  | ?                 | ?   | ?                             | ? klubów          |
| 1927/28                    |   |   | 11 | Prince of Wales                   | ?                  | ?                 | ?   | ?                             | ? klubów          |
| 1928/29                    |   |   | 1  | Europa                            | ?                  | ?                 | ?   | ?                             | ? klubów          |
| 1929/30                    |   |   | 2  | Europa                            | ?                  | ?                 | ?   | ?                             | ? klubów          |
| 1930/31                    |   |   | 12 | Prince of Wales                   | ?                  | ?                 | ?   | ?                             | ? klubów          |
| 1931/32                    |   |   | 3  | Europa                            | ?                  | ?                 | ?   | ?                             | ? klubów          |
| 1932/33                    |   |   | 4  | Europa                            | ?                  | ?                 | ?   | ?                             | ? klubów          |
| 1933/34                    |   |   | 1  | Commander of the Yard             | ?                  | ?                 | ?   | ?                             | ? klubów          |
| 1934/35                    |   |   | 1  | Chief Construction                | ?                  | ?                 | ?   | ?                             | ? klubów          |
| 1935/36                    |   |   | 1  | Chief Constructor                 | ?                  | ?                 | ?   | ?                             | ? klubów          |
| 1936/37                    |   |   | 6  | Britannia                         | ?                  | ?                 | ?   | ?                             | ? klubów          |
| 1937/38                    |   |   | 5  | Europa                            | ?                  | ?                 | ?   | ?                             | ? klubów          |
| 1938/39                    |   |   | 13 | Prince of Wales                   | ?                  | ?                 | ?   | ?                             | ? klubów          |
| 1939/40                    |   |   | 14 | Prince of Wales                   | ?                  | ?                 | ?   | ?                             | ? klubów          |
| 1940/41                    |   |   | 7  | Britannia                         | ?                  | ?                 | ?   | ?                             | ? klubów          |
| 1942–1945                  |   |   |    |                                   |                    |                   |     |                               | nie odbyły się    |
| 1946/47                    |   |   | 1  | Gibraltar United                  | ?                  | ?                 | ?   | ?                             | ? klubów          |
| 1947/48                    |   |   | 2  | Gibraltar United                  | ?                  | ?                 | ?   | ?                             | ? klubów          |
| 1948/49                    |   |   | 3  | Gibraltar United                  | ?                  | ?                 | ?   | ?                             | ? klubów          |
| 1949/50                    |   |   | 4  | Gibraltar United                  | ?                  | ?                 | ?   | ?                             | ? klubów          |
| 1950/51                    |   |   | 5  | Gibraltar United                  | ?                  | ?                 | ?   | ?                             | ? klubów          |
| 1951/52                    |   |   | 6  | Europa                            | ?                  | ?                 | ?   | ?                             | ? klubów          |
| 1952/53                    |   |   | 15 | Prince of Wales                   | ?                  | ?                 | ?   | ?                             | ? klubów          |
| 1953/54                    |   |   | 6  | Gibraltar United                  | ?                  | ?                 | ?   | ?                             | ? klubów          |
| 1954/55                    |   |   | 8  | Britannia                         | ?                  | ?                 | ?   | ?                             | ? klubów          |
| 1955/56                    |   |   | 9  | Britannia                         | ?                  | ?                 | ?   | ?                             | ? klubów          |
| 1956/57                    |   |   | 10 | Britannia                         | ?                  | ?                 | ?   | ?                             | ? klubów          |
| 1957/58                    |   |   | 11 | Britannia                         | ?                  | ?                 | ?   | ?                             | ? klubów          |
| 1958/59                    |   |   | 12 | Britannia                         | ?                  | ?                 | ?   | ?                             | ? klubów          |
| 1959/60                    |   |   | 7  | Gibraltar United                  | ?                  | ?                 | ?   | ?                             | ? klubów          |
| 1960/61                    |   |   | 13 | Britannia                         | ?                  | ?                 | ?   | ?                             | ? klubów          |
| 1961/62                    |   |   | 8  | Gibraltar United                  | ?                  | ?                 | ?   | ?                             | ? klubów          |
| 1962/63                    |   |   | 14 | Britannia                         | ?                  | ?                 | ?   | ?                             | ? klubów          |
| 1963/64                    |   |   | 9  | Gibraltar United                  | ?                  | ?                 | ?   | ?                             | ? klubów          |
| 1964/65                    |   |   | 10 | Gibraltar United                  | ?                  | ?                 | ?   | ?                             | ? klubów          |
| 1965/66                    |   |   | 1  | Glacis United                     | ?                  | ?                 | ?   | ?                             | ? klubów          |
| 1966/67                    |   |   | 2  | Glacis United                     | ?                  | ?                 | ?   | ?                             | ? klubów          |
| 1967/68                    |   |   | 3  | Glacis United                     | ?                  | ?                 | ?   | ?                             | ? klubów          |
| 1968/69                    |   |   | 4  | Glacis United                     | ?                  | ?                 | ?   | ?                             | ? klubów          |
| 1969/70                    |   |   | 5  | Glacis United                     | ?                  | ?                 | ?   | ?                             | ? klubów          |
| 1970/71                    |   |   | 6  | Glacis United                     | ?                  | ?                 | ?   | ?                             | ? klubów          |
| 1971/72                    |   |   | 7  | Glacis United                     | ?                  | ?                 | ?   | ?                             | ? klubów          |
| 1972/73                    |   |   | 8  | Glacis United                     | ?                  | ?                 | ?   | ?                             | ? klubów          |
| 1973/74                    |   |   | 9  | Glacis United                     | ?                  | ?                 | ?   | ?                             | ? klubów          |
| 1974/75                    |   |   | 1  | Manchester United                 | ?                  | ?                 | ?   | ?                             | ? klubów          |
| 1975/76                    |   |   | 10 | Glacis United                     | ?                  | ?                 | ?   | ?                             | ? klubów          |
| 1976/77                    |   |   | 2  | Manchester United                 | ?                  | ?                 | ?   | ?                             | ? klubów          |
| 1977/78                    |   |   |    |                                   |                    |                   |     |                               | nie odbyły się    |
| 1978/79                    |   |   | 3  | Manchester United                 | ?                  | ?                 | ?   | ?                             | ? klubów          |
| 1979/80                    |   |   | 4  | Manchester United                 | ?                  | ?                 | ?   | ?                             | ? klubów          |
| 1980/81                    |   |   | 11 | Glacis United                     | ?                  | ?                 | ?   | ?                             | ? klubów          |
| 1981/82                    |   |   | 12 | Glacis United                     | ?                  | ?                 | ?   | ?                             | ? klubów          |
| 1982/83                    |   |   | 13 | Glacis United                     | ?                  | ?                 | ?   | ?                             | ? klubów          |
| 1983/84                    |   |   | 5  | Manchester United                 | ?                  | ?                 | ?   | ?                             | ? klubów          |
| 1984/85                    |   |   | 14 | Glacis United/ Lincoln            | ?                  | ?                 | ?   | ?                             | ? klubów          |
| 1985/86                    |   |   | 2  | Lincoln                           | ?                  | ?                 | ?   | ?                             | ? klubów          |
| 1986/87                    |   |   | 1  | St Theresa’s                      | ?                  | ?                 | ?   | ?                             | ? klubów          |
| 1987/88                    |   |   | 2  | St Theresa’s                      | ?                  | ?                 | ?   | ?                             | ? klubów          |
| 1988/89                    |   |   | 15 | Glacis United                     | ?                  | ?                 | ?   | ?                             | ? klubów          |
| 1989/90                    |   |   | 3  | Lincoln                           | ?                  | ?                 | ?   | ?                             | ? klubów          |
| 1990/91                    |   |   | 4  | Lincoln                           | ?                  | ?                 | ?   | ?                             | ? klubów          |
| 1991/92                    |   |   | 5  | Lincoln                           | ?                  | ?                 | ?   | ?                             | ? klubów          |
| 1992/93                    |   |   | 6  | Lincoln                           | ?                  | ?                 | ?   | ?                             | ? klubów          |
| 1993/94                    |   |   | 7  | Lincoln                           | Manchester United  | Glacis United     | ?   | ?                             | 6 klubów          |
| 1994/95                    |   |   | 6  | Manchester United                 | Glacis United      | St Theresa’s      | ?   | ?                             | 6 klubów          |
| 1995/96                    |   |   | 1  | St Joseph’s                       | ?                  | ?                 | ?   | ?                             | ? klubów          |
| 1996/97                    |   |   | 16 | Glacis United                     | ?                  | ?                 | ?   | ?                             | ? klubów          |
| 1997/98                    |   |   | 3  | St Theresa’s                      | ?                  | ?                 | ?   | ?                             | ? klubów          |
| 1998/99                    |   |   | 7  | Manchester United                 | Glacis United      | Lincoln           | ?   | ?                             | 6 klubów          |
| 1999/00                    |   |   | 17 | Glacis United                     | Manchester United  | St Joseph’s       | ?   | ?                             | 6 klubów          |
| 2000/01                    |   |   | 8  | Lincoln ABG                       | Manchester Eurobet | Glacis United     | ?   | ?                             | 7 klubów          |
| 2001/02                    |   |   | 11 | Gibraltar United Straits Overseas | Lincoln ABG        | St Joseph’s       | ?   | ?                             | 8 klubów          |
| 2002/03                    |   |   | 9  | Newcastle United                  | Manchester United  | Glacis United     | ?   | ?                             | 6 klubów          |
| 2003/04                    |   |   | 10 | Newcastle United                  | Gibraltar United   | Glacis United     | ?   | ?                             | 6 klubów          |
| 2004/05                    |   |   | 11 | Newcastle United                  | Glacis United      | St Joseph’s       | ?   | ?                             | 6 klubów          |
| 2005/06                    |   |   | 12 | Newcastle United                  | Manchester United  | Gibraltar United  | ?   | ?                             | 5 klubów          |
| 2006/07                    |   |   | 13 | Newcastle United                  | Manchester United  | Glacis United     | ?   | ?                             | 5 klubów          |
| 2007/08                    |   |   | 14 | Lincoln                           | Gibraltar United   | Glacis United     | ?   | ?                             | 5 klubów          |
| 2008/09                    |   |   | 15 | Lincoln                           | Shamrock 101       | Glacis United     | ?   | ?                             | 7 klubów          |
| 2009/10                    |   |   | 16 | Lincoln                           | Gibraltar United   | Manchester United | ?   | ?                             | 7 klubów          |
| 2010/11                    |   |   | 17 | Lincoln                           | Glacis United      | Manchester United | ?   | ?                             | 6 klubów          |
| 2011/12                    |   |   | 18 | Lincoln                           | St Joseph’s        | Manchester United | ?   | ?                             | 6 klubów          |
| Gibraltar Premier Division |   |   |    |                                   |                    |                   |     |                               |                   |
| 2012/13                    |   |   | 19 | Lincoln                           | St Joseph’s        | Manchester United | ?   | ?                             | 6 klubów          |
| 2013/14                    |   |   | 20 | Lincoln                           | Manchester 62      | Lynx              | 15  | John Paul-Duarte (Lincoln)    | 8 klubów          |
| 2014/15                    |   |   | 21 | Lincoln Red Imps                  | College Europa     | St Joseph’s       | 20  | Lee Casciaro (Lincoln)        | 8 klubów          |
| 2015/16                    |   |   | 22 | Lincoln Red Imps                  | Europa             | St Joseph’s       | 29  | Pedro Carrión Padial (Europa) | 10 klubów         |
| 2016/17                    |   |   | 7  | Europa                            | Lincoln Red Imps   | St Joseph’s       | 30  | Kike Gómez (Europa)           | 10 klubów         |
| 2017/18                    |   |   | 23 | Lincoln Red Imps                  | Europa             | St Joseph’s       | 19  | Enrique Carreño (Europa)      | 10 klubów         |
| 2018/19                    |   |   | 24 | Lincoln Red Imps                  | Europa             | St Joseph’s       | 21  | Boro (St Joseph’s)            | 10 klubów         |
| Gibraltar National League  |   |   |    |                                   |                    |                   |     |                               |                   |
| 2019/20                    |   |   |    | ---                               | ---                | ---               |     |                               | 12 klubów, 2 fazy |
| 2020/21                    |   |   | 25 | Lincoln Red Imps                  | Europa             | St Joseph’s       | 24  | Kike Gómez (Lincoln)          | 12 klubów, 2 fazy |
| 2021/22                    |   |   | 26 | Lincoln Red Imps                  | Europa             | St Joseph’s       | 14  | Juanfri (St Joseph’s)         | 11 klubów, 2 fazy |
| Gibraltar Football League  |   |   |    |                                   |                    |                   |     |                               |                   |
| 2022/23                    |   |   | 27 | Lincoln Red Imps                  | Europa             | Bruno's Magpies   | 21  | Juanfri (Lincoln Red Imps)    | 11 klubów, 2 fazy |
| 2023/24                    |   |   | 28 | Lincoln Red Imps                  | St Joseph’s        | Bruno's Magpies   | 17  | Juanfri (Lincoln Red Imps)    | 11 klubów, 2 fazy |

## Statystyka

### Klasyfikacja według klubów
W dotychczasowej historii Mistrzostw Gibraltaru na podium oficjalnie stawało w sumie 19 drużyn. Liderem klasyfikacji jest Lincoln F.C., który zdobył 26 tytułów mistrzowskich.
Stan na koniec sezonu 2023/24.
| Lp. | Klub                                   | Miejsca na podium | Miejsca na podium               | Miejsca na podium | Zwycięskie sezony |   |   | |
| --- | -------------------------------------- | ----------------- | ------------------------------- | ----------------- | --- | - | - | --- |
| Lp. | Klub                                   | 1.                | Lincoln F.C. (Newcastle United) | 28                | Zwycięskie sezony | ? | ? | 1984/85, 1985/86, 1989/90, 1990/91, 1991/92, 1992/93, 1993/94, 2000/01, 2002/03, 2003/04, 2004/05, 2005/06, 2006/07, 2007/08, 2008/09, 2009/10, 2010/11, 2011/12, 2012/13, 2013/14, 2014/15, 2015/16, 2017/18, 2018/19, 2020/21, 2021/22, 2022/23, 2023/24 |
| 2.  | Glacis United F.C.                     | 17                | ?                               | ?                 | 1965/66, 1966/67, 1967/68, 1968/69, 1969/70, 1970/71, 1971/72, 1972/73, 1973/74, 1975/76, 1980/81, 1981/82, 1982/83, 1984/85, 1988/89, 1996/97, 1999/2000 |   |   | |
| 3.  | Prince of Wales F.C.                   | 15                | ?                               | ?                 | 1908/09, 1913/14, 1916/17, 1918/19, 1920/21, 1921/22, 1922/23, 1924/25, 1925/26, 1926/27, 1927/28, 1930/31, 1938/39, 1939/40, 1952/53                     |   |   | |
| 4.  | Britannia F.C.                         | 14                | ?                               | ?                 | 1907/08, 1911/12, 1912/13, 1917/18, 1919/20, 1936/37, 1940/41, 1954/55, 1955/56, 1956/57, 1957/58, 1958/59, 1960/61, 1962/63                              |   |   | |
| 5.  | Gibraltar United F.C.                  | 11                | ?                               | ?                 | 1946/47, 1947/48, 1948/49, 1949/50, 1950/51, 1953/54, 1959/60, 1961/62, 1963/64, 1964/65, 2001/02                                                         |   |   | |
| 6.  | Manchester 62 F.C. (Manchester United) | 7                 | ?                               | ?                 | 1974/75, 1976/77, 1978/79, 1979/80, 1983/84, 1994/95, 1998/99                                                                                             |   |   | |
| 7.  | Europa FC                              | 7                 | ?                               | ?                 | 1928/29, 1929/30, 1931/32, 1932/33, 1937/38, 1951/52, 2016/17                                                                                             |   |   | |
| 8.  | St Theresa’s F.C.                      | 3                 | ?                               | ?                 | 1986/87, 1987/88, 1997/98 |   |   | |
| 9.  | South United F.C.                      | 2                 | ?                               | ?                 | 1909/10, 1910/11 |   |   | |
| 10. | Athletic F.C.                          | 1                 | ?                               | ?                 | 1904/05 |   |   | |
| 11. | Chief Construction F.C.                | 1                 | ?                               | ?                 | 1934/35 |   |   | |
| 12. | Chief Constructor F.C.                 | 1                 | ?                               | ?                 | 1935/36 |   |   | |
| 13. | Gibraltar F.C.                         | 1                 | ?                               | ?                 | 1923/24 |   |   | |
| 14. | Royal Sovereign F.C.                   | 1                 | ?                               | ?                 | 1914/15 |   |   | |
| 15. | Commander of the Yard F.C.             | 1                 | ?                               | ?                 | 1933/34 |   |   | |
| 16. | St Joseph’s F.C.                       | 1                 | ?                               | ?                 | 1995/96 |   |   | |

## Uczestnicy
Są 24 zespołów, które wzięli udział w 27 sezonach Mistrzostw Gibraltaru, które były prowadzone od 1998/99 aż do sezonu 2024/25 łącznie. Jedynie Glacis United F.C., Lincoln Red Imps F.C., Manchester 62 F.C. i St Joseph’s F.C. były zawsze obecne w każdej edycji.
Pogrubione zespoły biorące udział w sezonie 2024/25.
- 27 razy: Glacis United F.C., Lincoln Red Imps F.C., St Joseph’s F.C.
- 26 razy: Manchester 62 F.C.
- 19 razy: Lions Gibraltar F.C.
- 16 razy: Gibraltar United F.C.
- 14 razy: Lynx F.C.
- 13 razy: Europa F.C.
- 9 razy: Mons Calpe S.C.
- 6 razy: F.C. Bruno’s Magpies, College 1975 F.C., Europa Point F.C.
- 3 razy: Gibraltar Phoenix F.C.
- 2 razy: F.C. Boca Gibraltar, F.C. Britannia XI, Europa Pegasus F.C., Laguna F.C., St Theresa's F.C.
- 1 raz: Angels F.C., Combined Services F.C., Europa Point F.C., Rock Wolves F.C., Shamrock 101 F.C., SJ Athletic Corinthians.